# Verband Chemnitzer Fußball-Vereine
Der Verband Chemnitzer Fußball-Vereine (VCFV) war ein lokaler Fußballverband für die sächsische Stadt Chemnitz. Der VCFV wurde am 8. August 1903 durch die Vereine Chemnitzer BC, FC Vorwärts, FC Reunion und FC Hohenzollern gegründet.
An der Meisterschaft in der ersten Saison 1903/04 nahmen diese vier Vereine mit ihren ersten und zweiten Mannschaften in zwei Klassen teil. In der darauffolgenden Saison 1904/05 nahm der Chemnitzer BC 1899 bereits an der Meisterschaft des Verbandes Mitteldeutscher Ballspiel-Vereine (VMBV) im Gau II mit Clubs aus Dresden und Mittweida teil. An den Punktspielen des Verbandes Chemnitzer Fußball-Vereine nahmen in dieser Spielzeit bereits sechs Mannschaften in der 1. Klasse (2. Liga) einschl. der 1a Mannschaft das Chemnitzer BC, und in der 2. Klasse fünf zweite Mannschaften teil.
Für die Saison 1905/06 bildete der VMBV mit Südwestsachsen einen neuen Gau (III) für die Mitgliedsvereine aus Mittweida, Chemnitz, Plauen und Umgebung. Der Chemnitzer BC wechselte in diesen neuen Gau, daneben wurde auch der FC Vorwärts Chemnitz in diese höchste Spielklasse aufgenommen. Weiterhin wurde eine zweite Klasse Südwestsachsen mit acht Vereinen gebildet, in die sechs Clubs aus Chemnitz eingereiht wurden, sowie eine dritte Klasse mit drei unteren Mannschaften. Auf Grund der Bildung des neuen Gaus Südwestsachsen muss sich der Verband Chemnitzer Fußball-Vereine vermutlich im Sommer 1905 aufgelöst haben.

## Meister des Verbandes Chemnitzer Fußball-Vereine
- Saison 1903/04:
  - 1. Klasse: unbekannt
  - 2. Klasse: unbekannt

- Saison 1904/05:
  - 1. Klasse (2. Liga): unbekannt
  - 2. Klasse (3. Liga): unbekannt